# Hungerplan
Lo Hungerplan («piano della fame» o, negli intenti dichiarati, «contro la fame»), anche detto Backe-Plan dal nome del suo ideatore, fu un modello di gestione economica posto in essere per assicurare ai tedeschi la priorità nell'approvvigionamento alimentare a discapito di chiunque altro, e fu elaborato come parte della fase di pianificazione dell'invasione dell'Unione Sovietica del 1941 (operazione Barbarossa). La stessa Germania nazista cominciava ad essere interessata da una diminuzione delle scorte alimentari, e lo stesso problema interessava i diversi territori occupati dalla Wehrmacht. La premessa alla base dello Hungerplan teneva conto di come la Germania non fosse autosufficiente sotto il profilo delle necessità alimentari, e per sostenere la guerra avesse bisogno ad ogni costo di ottenere più cibo dai territori conquistati. Si trattò quindi di una carestia accuratamente pianificata e realizzata come qualsiasi altro strumento amministrativo. Faceva parte di quel pacchetto di documenti che al processo di Norimberga divenne noto come la Cartella Verde di Göring.

## Profilo del piano
L'ideatore del piano fu Herbert Backe. Insieme ad altri, tra cui Heinrich Himmler, Backe guidava l'ala radicale dei politici nazisti, decisa ad assicurare ad ogni costo alla Germania un sufficiente approvvigionamento alimentare. Il piano potrebbe essere stato ideato fin dall'annuncio dell'intenzione di Hitler di invadere l'Unione Sovietica (nel dicembre del 1940), ma certamente era in uno stadio avanzato di progettazione al 2 maggio 1941, quando ebbe effettivamente inizio l'invasione, pronto per essere discusso da tutti i principali ministri nazisti e dall'Ufficio Economico dell'OKW, diretto dal generale Georg Thomas. La capacità di trasporto delle ferrovie russe, l'inadeguata rete stradale e la carenza di carburante significavano che l'esercito tedesco avrebbe dovuto sostentarsi requisendo cibo dalle fattorie sovietiche ed ucraine. Una delle riunioni sulla pianificazione logistica dell'invasione comprendeva tra le sue conclusioni:
2) Se prendiamo quello che ci serve da quel paese, non c’è dubbio che decine di milioni di persone morranno di fame.»
La presunta ricchezza cerealicola dell'Ucraina era particolarmente importante nella visione di una Germania autosufficiente. Eppure l'Ucraina non produceva grano sufficiente ad un'esportazione che risolvesse i problemi tedeschi. Raccogliere il surplus agricolo ucraino avrebbe quindi comportato 1. lo sterminio della popolazione in eccesso (gli ebrei e gli abitanti delle principali città, che come la capitale Kiev non avrebbero ricevuto alcun sostentamento); 2. estrema riduzione delle razioni a disposizione degli Ucraini nelle rimanenti città; 3. diminuzione del cibo per la popolazione contadina. Nella discussione del piano, Backe considera una ‘popolazione in eccesso’ di 20 o 30 milioni di persone. Se questa popolazione fosse stata tagliata fuori dall'accesso al cibo, esso sarebbe stato sufficiente a nutrire non solo l'esercito invasore, ma anche la stessa Germania. L'industrializzazione aveva creato una vasta società urbana in Unione Sovietica; il piano mirava quindi a tagliare l'accesso al cibo a parecchi milioni di persone, rendendo così il cibo prodotto in Unione Sovietica disponibile per le necessità alimentari dei tedeschi . Ci sarebbero state perciò grandi sofferenze tra la popolazione nativa sovietica, con decine di milioni di morti previsti entro il primo anno di occupazione tedesca. La fame doveva essere parte integrante della campagna dell'esercito tedesco. Essa era un presupposto ed una condizione essenziale dell'invasione; senza di essa l'attacco alla Russia non avrebbe potuto avere successo.

## Effetti del piano
Lo Hungerplan causò molti decessi, innanzitutto tra gli ebrei (che i nazisti avevano rinchiuso in ghetti) e i prigionieri di guerra sovietici, più facilmente controllabili dai tedeschi, e ai quali dunque più agevolmente poteva venir impedito l'accesso al cibo. Agli ebrei era ad esempio impedito l'acquisto di uova, latte, burro, carne o frutta. Le cosiddette ‘razioni’ per gli ebrei, a Minsk come in altre città sotto il controllo del Gruppo di Armate Centro non erano superiori a 420 chilocalorie al giorno. Decine di migliaia di ebrei morirono di fame o per malattie legate alla fame nell'inverno tra il 1941 e il 1942. Tra uno e due milioni di prigionieri di guerra sovietici morirono di fame e stenti solo nel primo anno di guerra. Sebbene un gran numero di morti tra i prigionieri fosse comunque da prevedere, date le terribili condizioni in cui veniva condotta la guerra, l'affamamento di questi prigionieri divenne una pratica deliberata del regime nazista e della Wehrmacht.
Benché lo Hungerplan fosse stato originariamente concepito per l'Unione Sovietica, esso venne ben presto esteso fino ad includere la Polonia occupata. Come in Russia, fu la popolazione ebrea a sopportarne la gran parte del peso, benché l'affamamento fosse una realtà anche per i polacchi. Raul Hilberg ha stimato in più di mezzo milione le morti di ebrei polacchi per fame nei ghetti . All'inizio del 1943 Hans Frank, governatore tedesco della Polonia, valutava in 3 milioni i polacchi che avrebbero rischiato la morte per fame per effetto del piano; in agosto, la capitale Varsavia venne completamente esclusa dai rifornimenti di grano. Solo l'abbondante raccolto di quell'anno e l'arretramento del fronte orientale nel 1944 salvarono i Polacchi dalla morte per fame.
L'Europa Occidentale veniva terza nella lista della riprogrammazione alimentare tedesca: sebbene non avessero mai a soffrire il genocidio per fame dell'Est, anche la Francia e altre nazioni dell'Ovest fornirono cibo per la popolazione tedesca. Alla metà del 1941, in Polonia la minoranza tedesca aveva diritto a 2613 chilocalorie al giorno, a fronte delle 699 per i polacchi e 184 per gli ebrei rinchiusi nel ghetto. Il che significa che solo la quota dei tedeschi corrispondeva al fabbisogno calorico quotidiano, rappresentandone il 26% quella dei polacchi e il 7,5% quella degli ebrei. Tuttavia, il piano non venne mai realizzato compiutamente. Ai tedeschi mancavano forze a sufficienza per realizzare un totale embargo alimentare delle città sovietiche, né erano in grado di confiscare a proprio vantaggio la totalità delle derrate. Riuscirono comunque a rifornire significativamente i propri granai, particolarmente grazie alla fertilità ucraina, dai cui territori vennero tenuti lontani i russi, con importanti e drammatici risultati in termini di loro affamamento, specialmente nella Leningrado accerchiata, ove si stima che morissero almeno 800.000 persone. La carenza di cibo aumentò anche i decessi per fame tra prigionieri di guerra, lavoratori forzati e internati nei campi di concentramento in Germania. Alla fine del 1943 il piano segnò un altro successo, normalizzando le scorte di cibo per la Germania: in autunno, per la prima volta dall'inizio della guerra le razioni dei cittadini tedeschi aumentarono, dopo le numerose precedenti diminuzioni.
Negli anni 1942-1943 l'Europa occupata forniva alla Germania più di un quinto del fabbisogno di grano, un quarto del grasso e il 30% della carne necessaria. Joseph Goebbels annotò nei suoi diari che il principio dello Hungerplan era che “prima che la Germania venga affamata, toccherà a un bel po' d'altri popoli”.